# Enrico Pucci
Enrico Pucci (Lucca, 7 aprile 1848 – Firenze, 11 febbraio 1891) è stato uno scienziato e geodeta italiano.

## Biografia
Figlio di Giovacchino Pucci, copista e vice-cancelliere del Tribunale di prima istanza del Ducato di Lucca, era fratello di Achille, avvocato e politico.
Arruolatosi nella Marina, partecipò come allievo ufficiale alla guerra del 1866. Nel 1869 incominciò lo studio geodetico con una campagna idrografica nell'Adriatico.
Nel 1873, entrò a far parte dell'Istituto Geografico Militare di Firenze, mentre nel 1880 fu nominato professore di Geodesia, prima straordinario poi ordinario dal 1886, presso l'Università di Roma.
Nel 1882-1883, collaborò con Giuseppe Pisati a uno studio che portò a una celebre determinazione assoluta di gravità.
Morì prematuramente a Firenze nel 1891, mentre era ancora nel pieno della sua attività scientifica. Su richiesta del Prefetto di Firenze è stato sepolto al Camposanto di Pinti. 
Lasciò numerosi scritti scientifici.